# Сухоруков Юрій Олександрович
Юрій Олександрович Сухоруков (29 березня 1968, Донецьк) — український стрілець, призер олімпійських ігор.
Юрій Сухоруков тренується в спортивному товаристві «Динамо» та спортивному клубі Індустріального союзу Донбасу. Закінчив Донецький державний інститут здоров'я, фізичного виховання та спорту. Майор МВС України. Одружений, виховує сина та доньку.

## Спортивні досягнення
2004 — олімпійські ігри у Афінах — стрільба з гвинтівки з трьох положень 50 м — 24-е місце.
2005 — Чемпіонат Європи, стрільба з гвинтівки з трьох положень 50 м — 2-е місце у командних змаганнях
2006 — Чемпіонат світу, стрільба з гвинтівки лежачи 50 м — 2-е місце у індивідуальних змаганнях
2008 — Кубок світу, стрільба з гвинтівки з трьох положень 50 м — 2-е місце
2008 — олімпійські ігри у Пекіні, стрільба з гвинтівки з трьох положень 50 м — 2-е місце

## Державні нагороди
- Орден «За мужність» III ст. (4 вересня 2008) — за досягнення високих спортивних результатів на XXIX літніх Олімпійських іграх в Пекіні (Китайська Народна Республіка), виявлені мужність, самовідданість та волю до перемоги, піднесення міжнародного авторитету України[1]